# Municipio de Perry (condado de Wood)
El municipio de Perry (en inglés: Perry Township) es un municipio ubicado en el condado de Wood en el estado estadounidense de Ohio. En el año 2010 tenía una población de 1605 habitantes y una densidad poblacional de 17,6 personas por km².

## Geografía
El municipio de Perry se encuentra ubicado en las coordenadas 41°12′39″N 83°28′44″O / 41.21083, -83.47889. Según la Oficina del Censo de los Estados Unidos, el municipio tiene una superficie total de 91.17 km², de la cual 91,17 km² corresponden a tierra firme y (0 %) 0 km² es agua.

## Demografía
Según el censo de 2010, había 1605 personas residiendo en el municipio de Perry. La densidad de población era de 17,6 hab./km². De los 1605 habitantes, el municipio de Perry estaba compuesto por el 94,77 % blancos, el 2,06 % eran afroamericanos, el 0,37 % eran asiáticos, el 0,93 % eran de otras razas y el 1,87 % eran de una mezcla de razas. Del total de la población el 4,67 % eran hispanos o latinos de cualquier raza.